# Bronzi della Meloria
I Bronzi della Meloria sono un gruppo di quattro teste bronzee ritrovate al largo di Livorno nel 1722. Sono oggi conservate nel Museo archeologico nazionale di Firenze.

## Storia e descrizione
Inizialmente vennero credute opere antiche, ma gli studi hanno poi dimostrato che si tratta di opere rinascimentali, forse anche seicentesche, modellate su copie romane di originali greci. Le teste raffigurano Omero, Sofocle, Eschilo e un quarto personaggio ignoto.
La datazione è stata resa possibile grazie allo studio di materiali coevi, evidenziando come lo scultore avesse preso a modello alcune teste (in parte ai Musei Capitolini copiando fedelmente anche alcuni dettagli frutto di reintegri moderni, in particolare nelle capigliature).

## Altre immagini

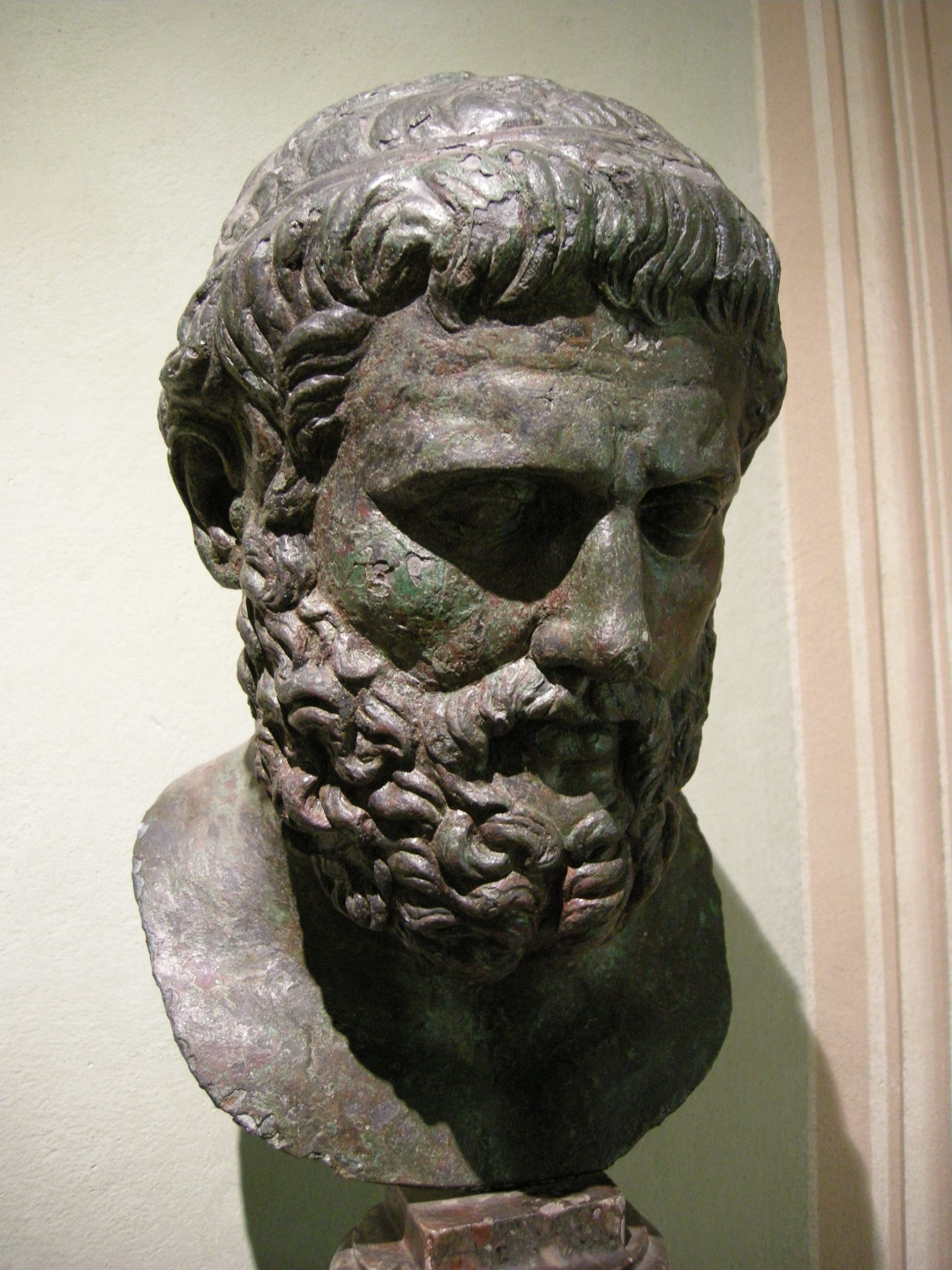
Sofocle
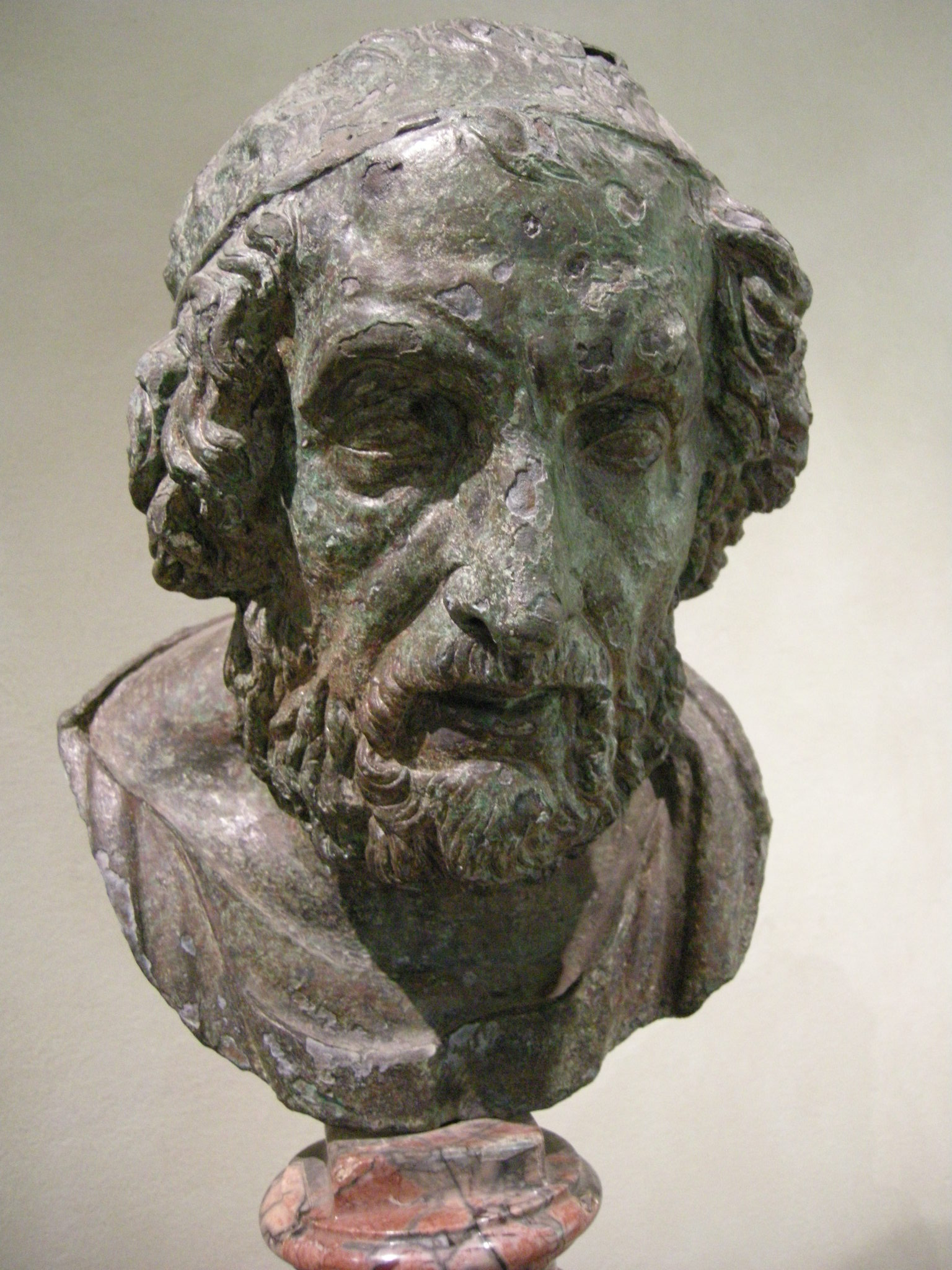
Omero
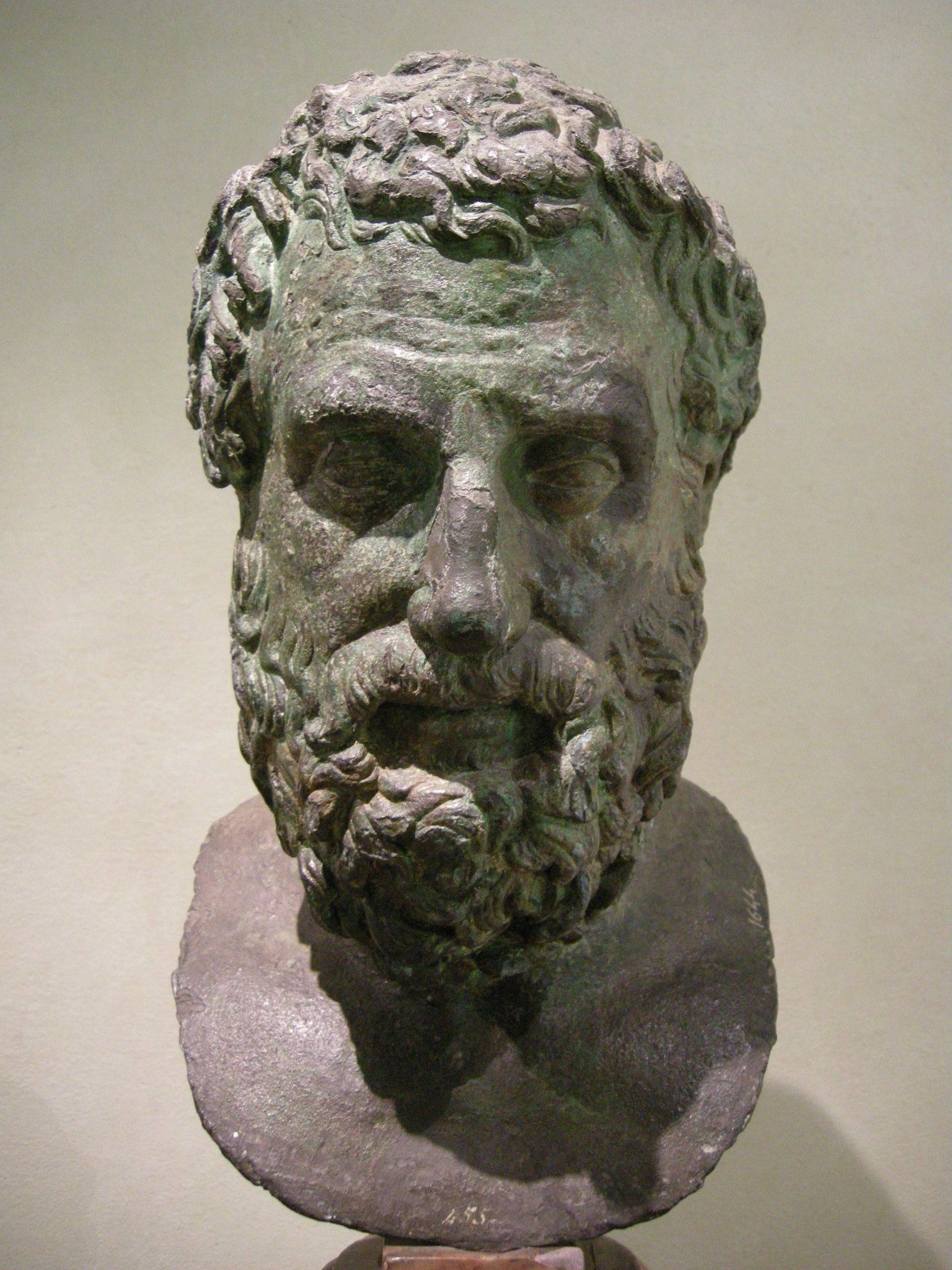
Eschilo
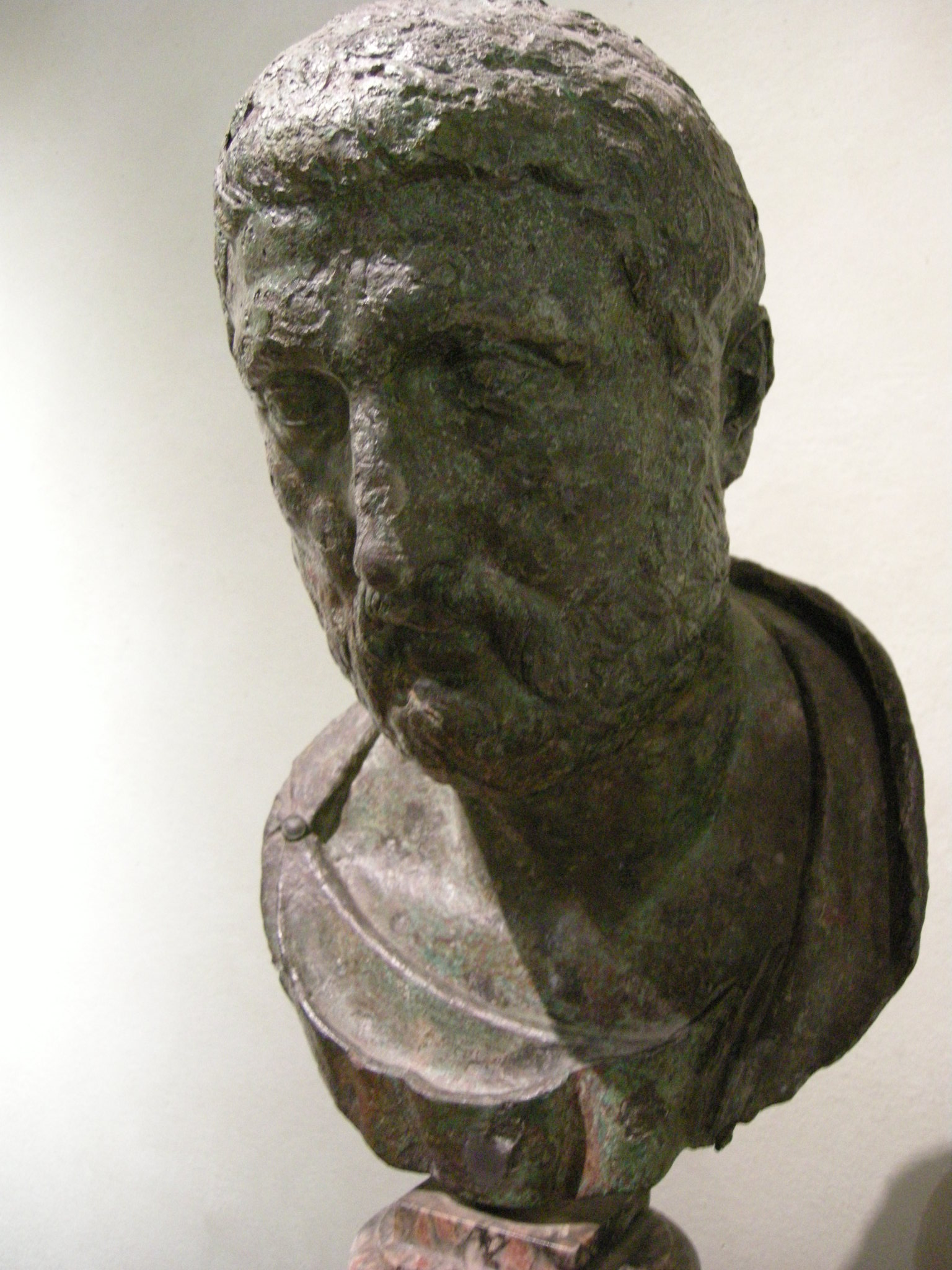
Ignoto